# St. Vincentius (Grumbach)

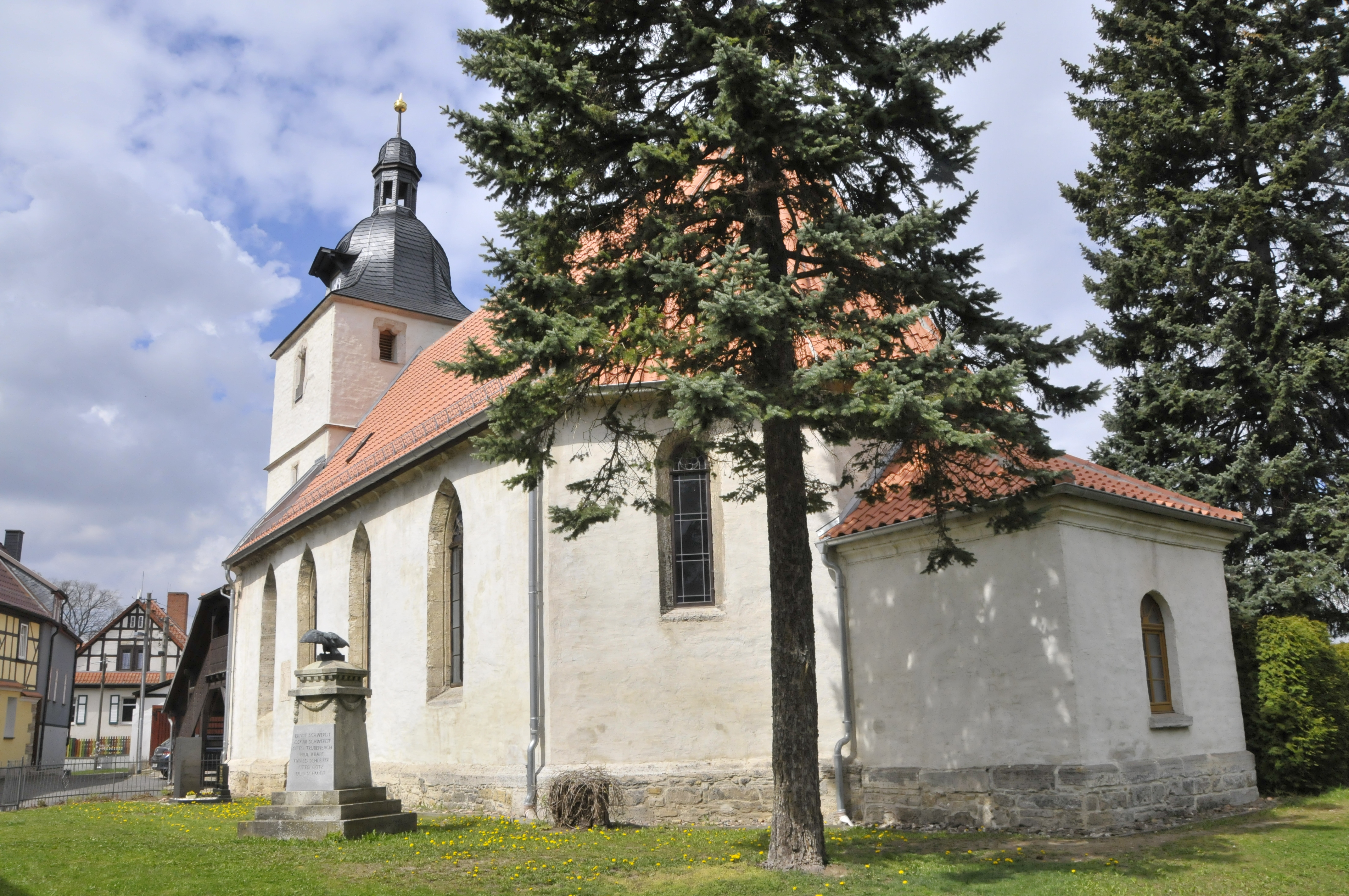
Dorfkirche St. Vincentius

Die evangelische Kirche St. Vincentius ist die Dorfkirche von Grumbach, einem Ortsteil des thüringischen Kurorts Bad Langensalza im Unstrut-Hainich-Kreis.
Die Kirche stammt aus dem Jahre 1607. Dies ist auch an einer Sonnenuhr an der Südseite des Kirchenschiffes zu lesen. Der Vorgängerbau, der sich an selbiger Stelle befand, wurde durch einen Blitzschlag zerstört.
Der Turm wird von einer schiefergedeckten Haube mit Laterne und aufgesetzter goldener Turmkugel gekrönt. Unter einer Dachgaube in der Haube zeigt ein weißes Zifferblatt die Uhrzeit in südliche Richtung. Im Glockenstuhl hängen zwei Glocken, die ihren Klang durch vier Klangarkaden in alle Himmelsrichtungen erschallen lassen. Ein mit roten Biberschwanz-Dachziegeln gedeckter hölzerner Treppenaufgang an der Südwestecke des Turms führt in sein erstes Geschoss. Von dort geht es über eine enge Treppe zum Glockenstuhl. An der Ostseite des Turms schließt sich das geostete Kirchenschiff an, das etwas breiter als der Turm ist. Sein Satteldach ist mit roten Ziegeln gedeckt, ebenso wie der dreiseitige Choranbau mit der nach Osten abschließenden kleinen Sakristei. Das Tageslicht erhellt den Kirchenbau durch vier Spitzbogenfenster in der Südseite, zwei ebensolche Fenster in der Nordseite und zwei Chorfenster. An der Nordseite des Schiffes steht ein etwa vier Meter hohes schmuckloses Kreuz. Vor der Südfassade erinnert ein Mahnmal an die in den Kriegen gefallenen oder vermissten Soldaten. In den Jahren 2008 und 2009 wurde der Turm saniert und mit einem neuen Turmknopf versehen. Der Hauptteil des Friedhofs liegt im Norden der Kirche.
Man betritt das Kircheninnere durch eine Tür unter der Turmtreppe, die ins Untergeschoss des Turms führt, wo eine weitere Tür den Eintritt ins Kirchenschiff gewährt. Hier wird der Besucher von einer kleinen Winterkirche empfangen. Das Innere besticht durch seinen gepflegten Erhaltungsgrad. Die dreiseitig umlaufende Empore trägt schön ausgestaltete Felder. Darüber erhebt sich die Orgelempore mit einem durchbrochenen hölzernen Geländer. Ein hölzernes Tonnengewölbe mit schmalen Paneelen schließt den Kirchensaal nach oben ab.
Die balkonartige Brüstung des gotisierenden Kanzelaltars in der Mitte der Chorwand ist mit den gleichen Feldern geschmückt wie die Empore. Der Schalldeckel als gotisches Dach und der Kanzelkorb sind mit vielfältigen gotisierenden Stilelementen ausgestattet. Der davor stehende Altar ist eher schlicht. In gotischem Stil gehalten ist ebenfalls der Prospekt der intakten Orgel wie auch die Spitzbogenform der Kirchenfenster. Die schlichte farbige Verglasung scheint modern zu sein.

## Bilder der Kirche

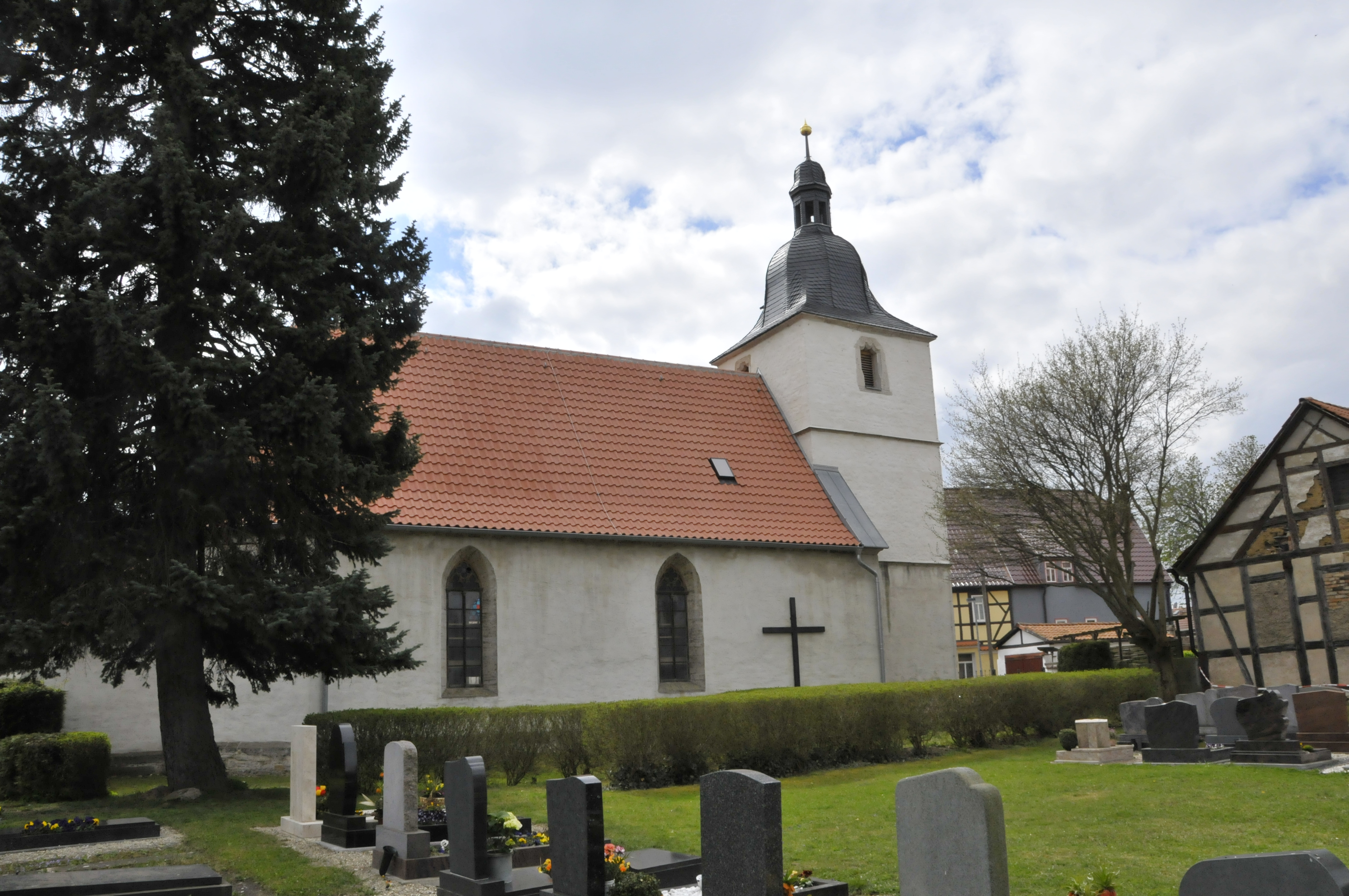
Nordseite
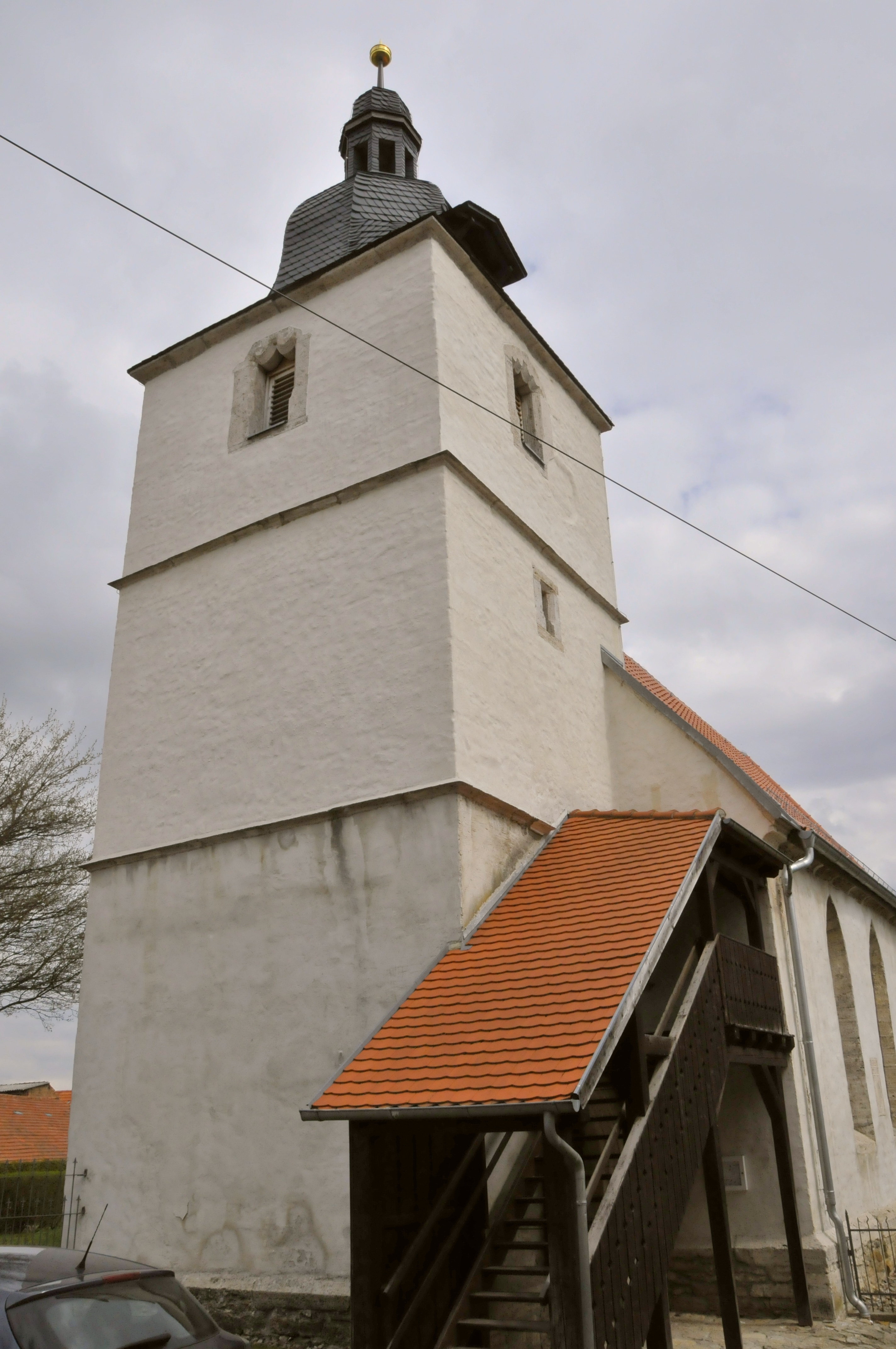
Turm mit Eingangstreppe
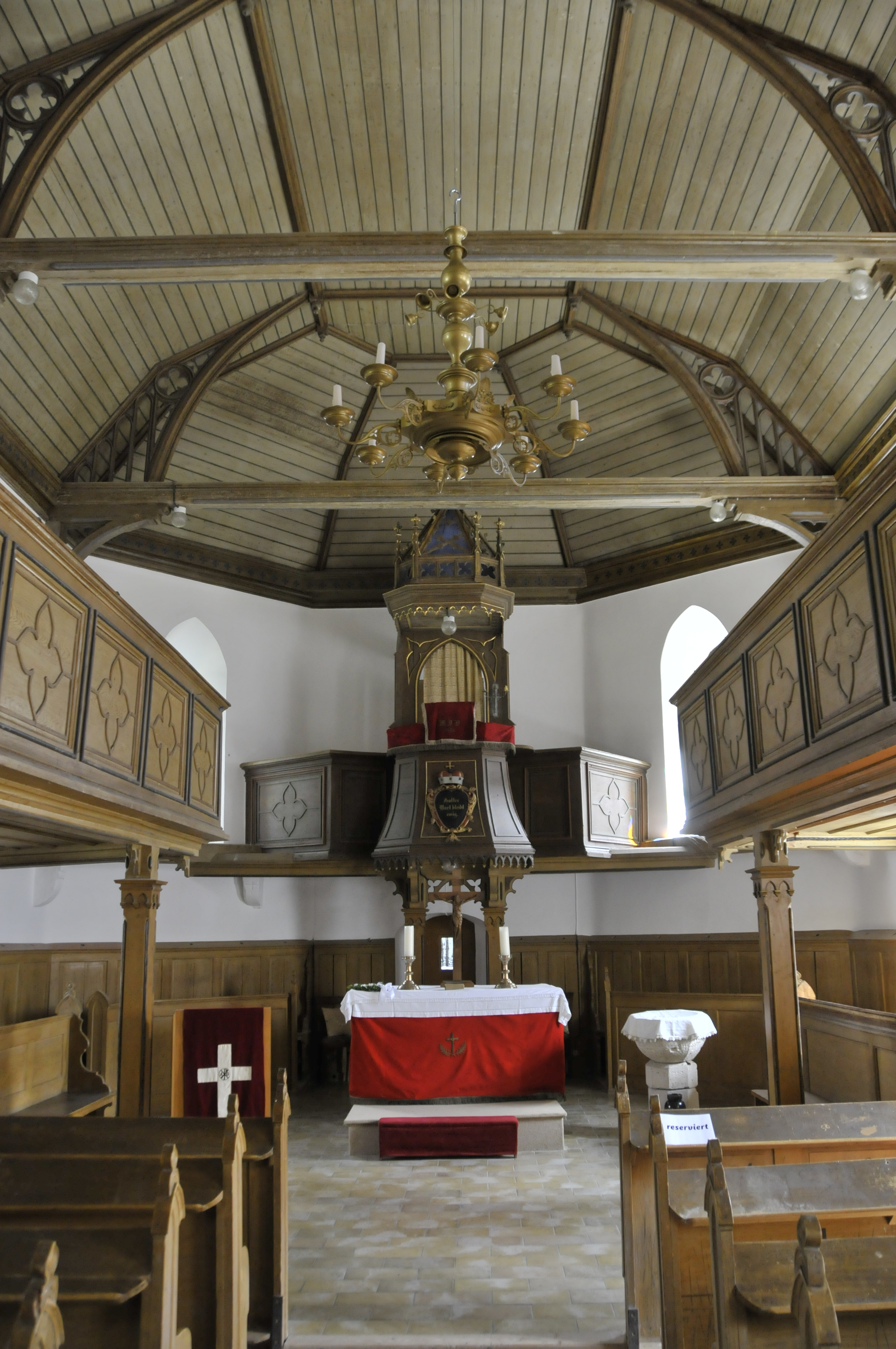
Altarraum
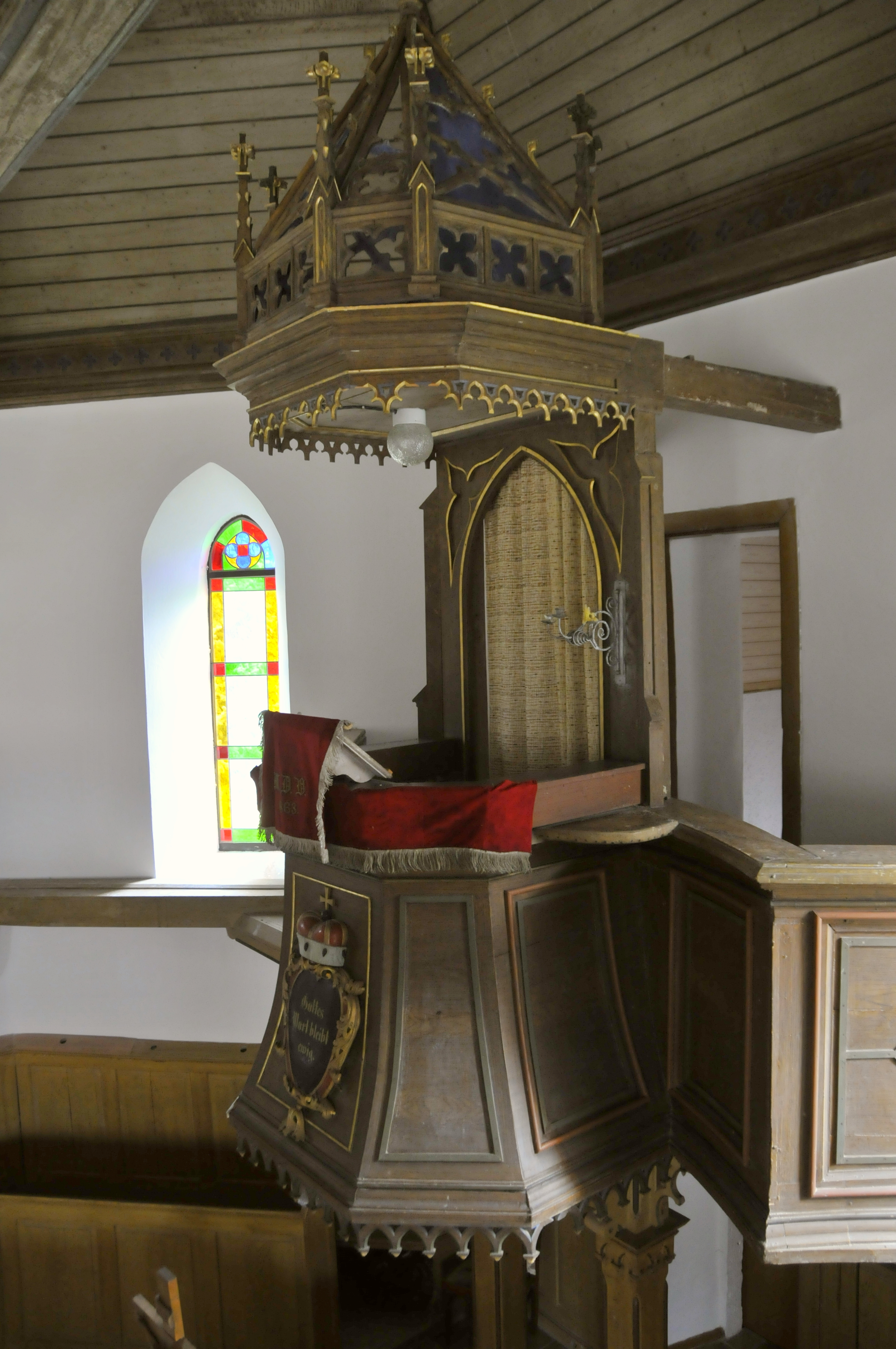
Kanzel
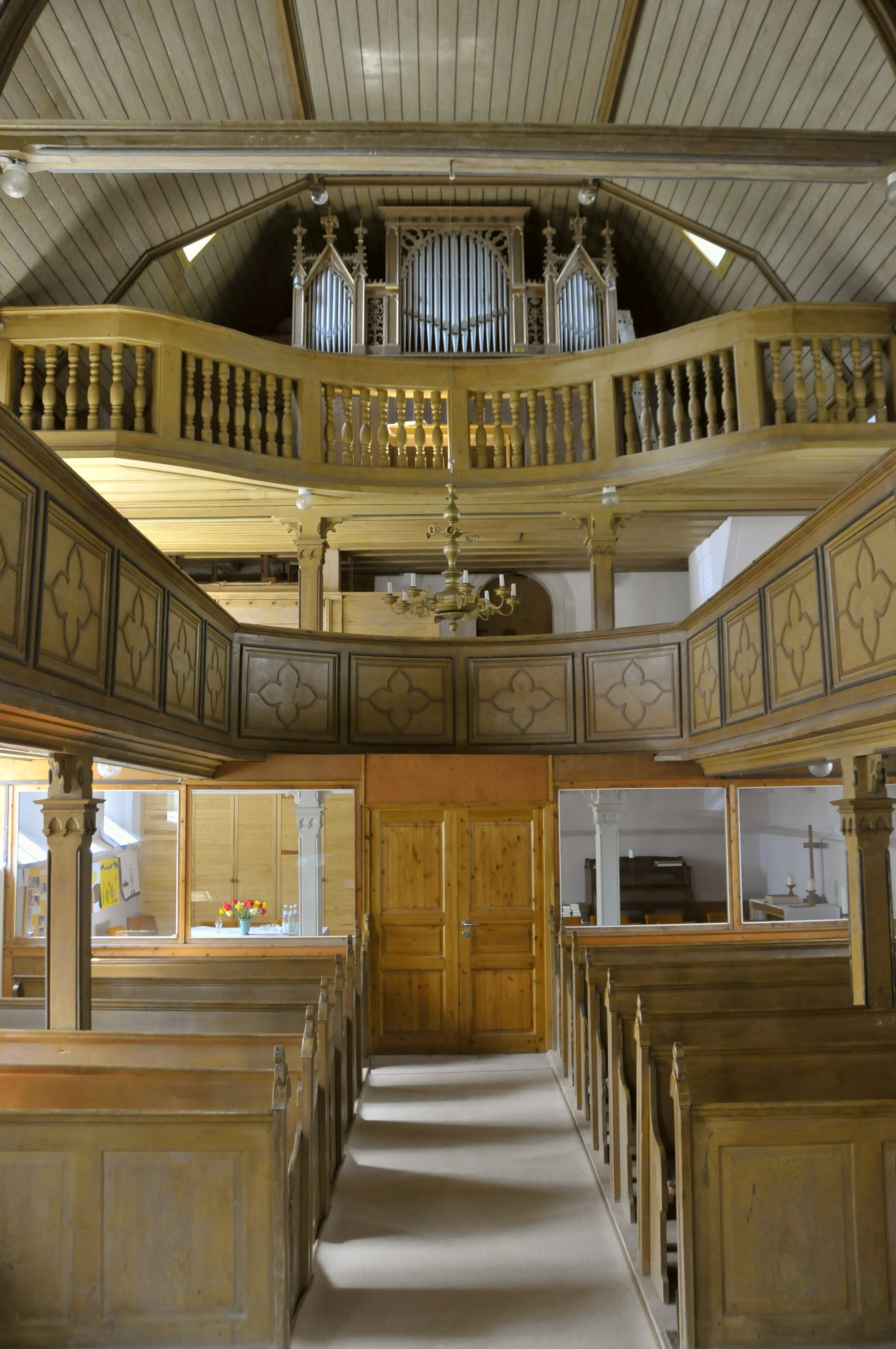
Emporenseite mit Orgel
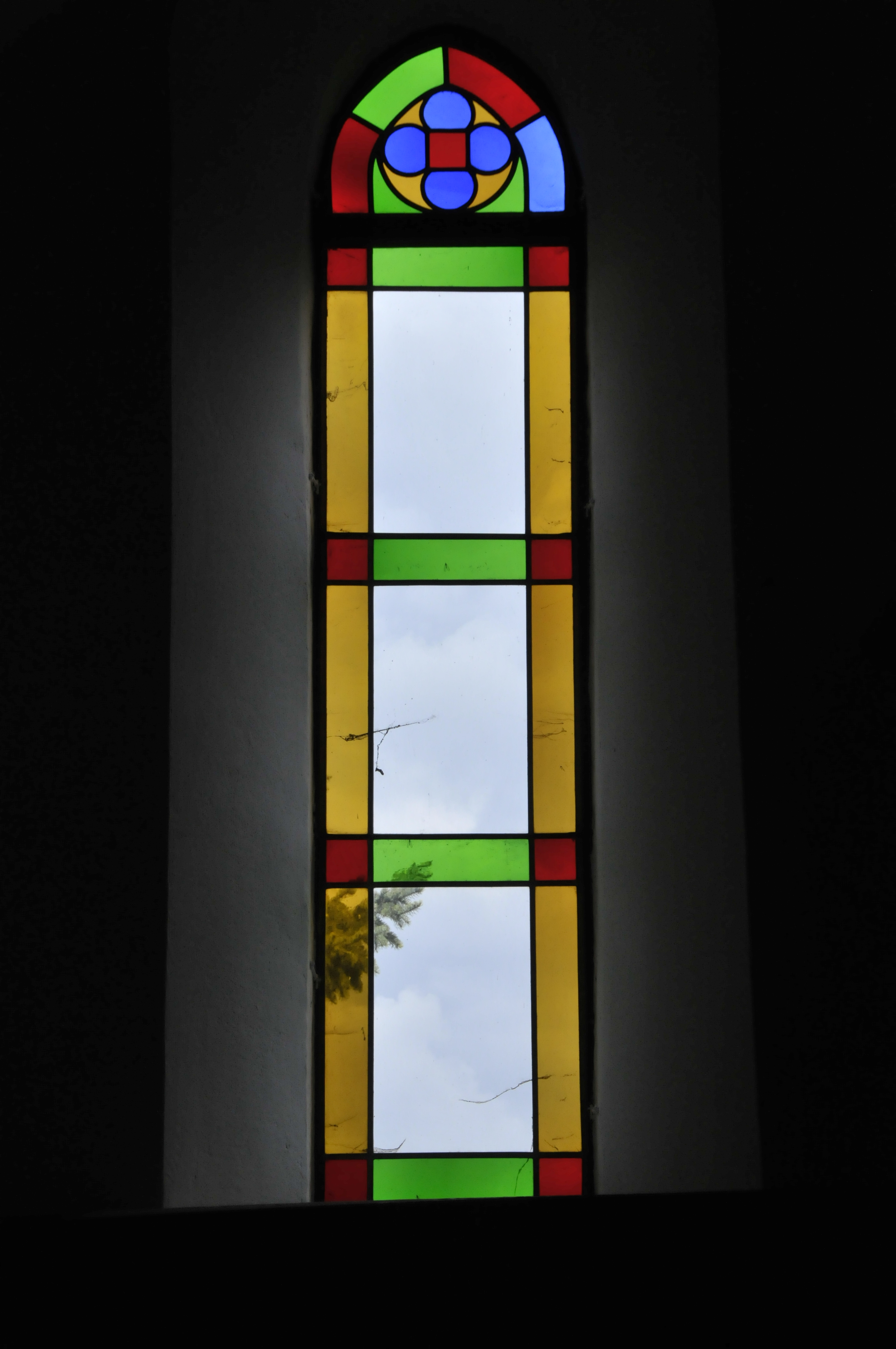
Kirchenfenster
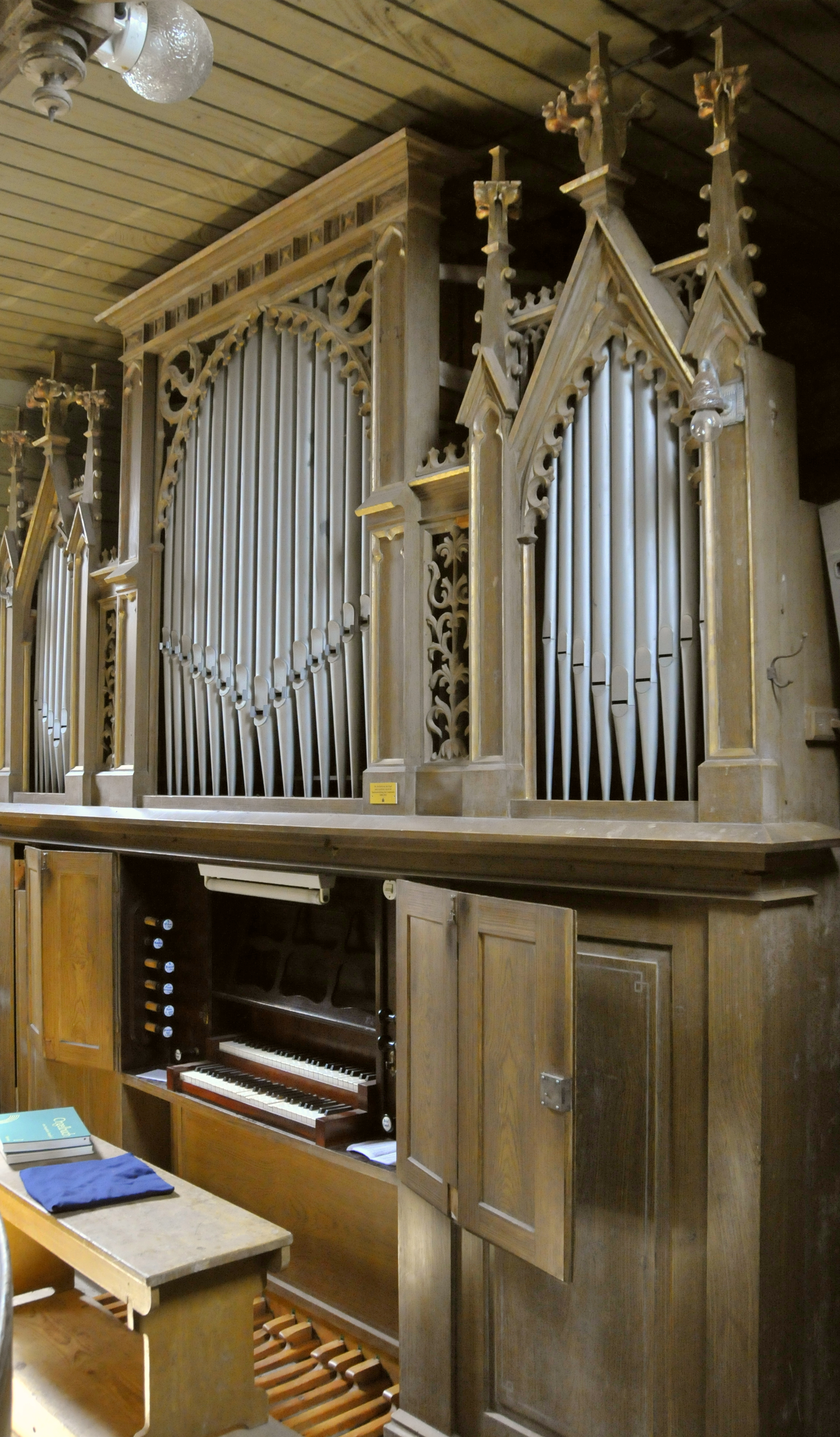
Orgel
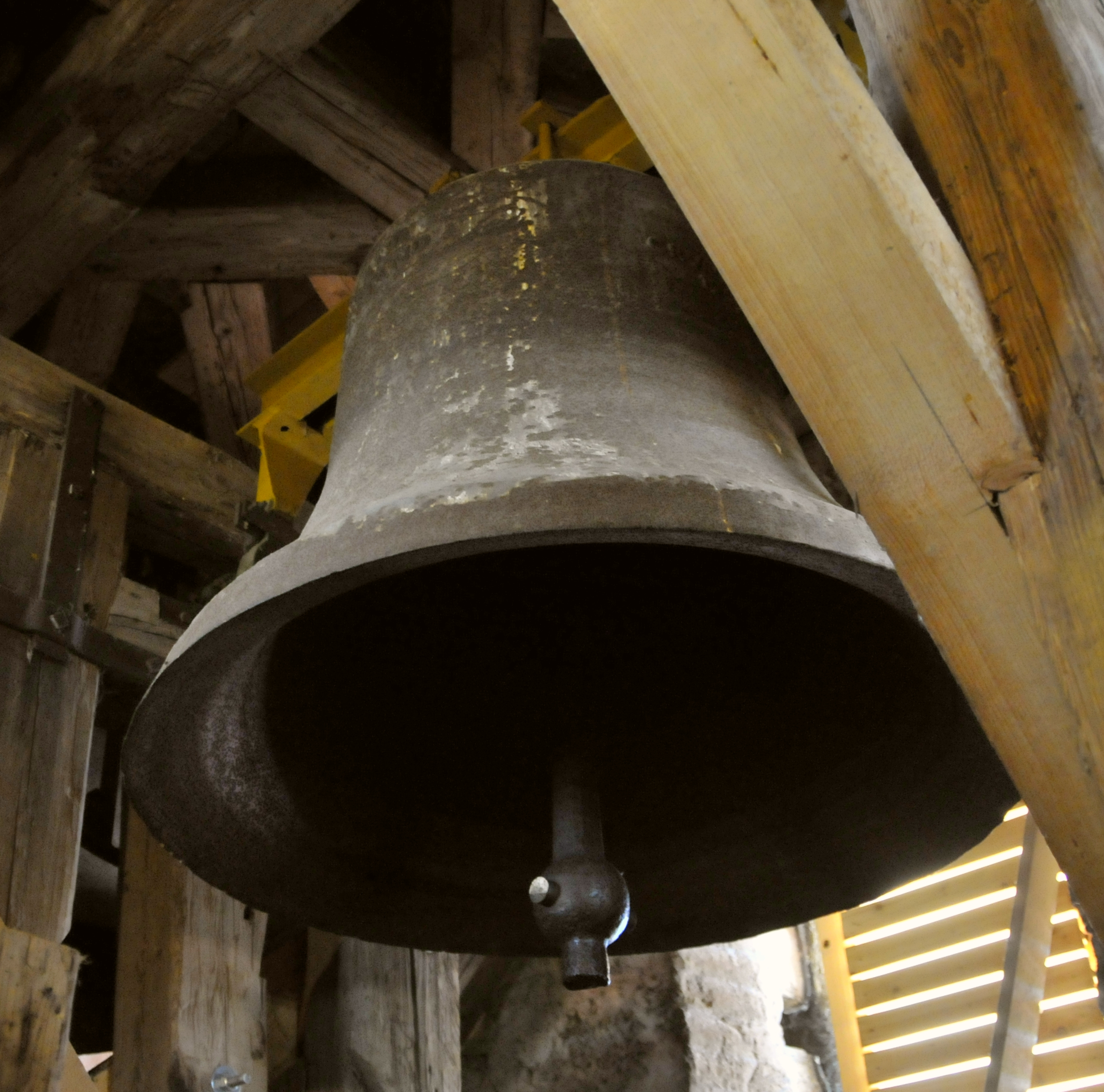
Große Glocke
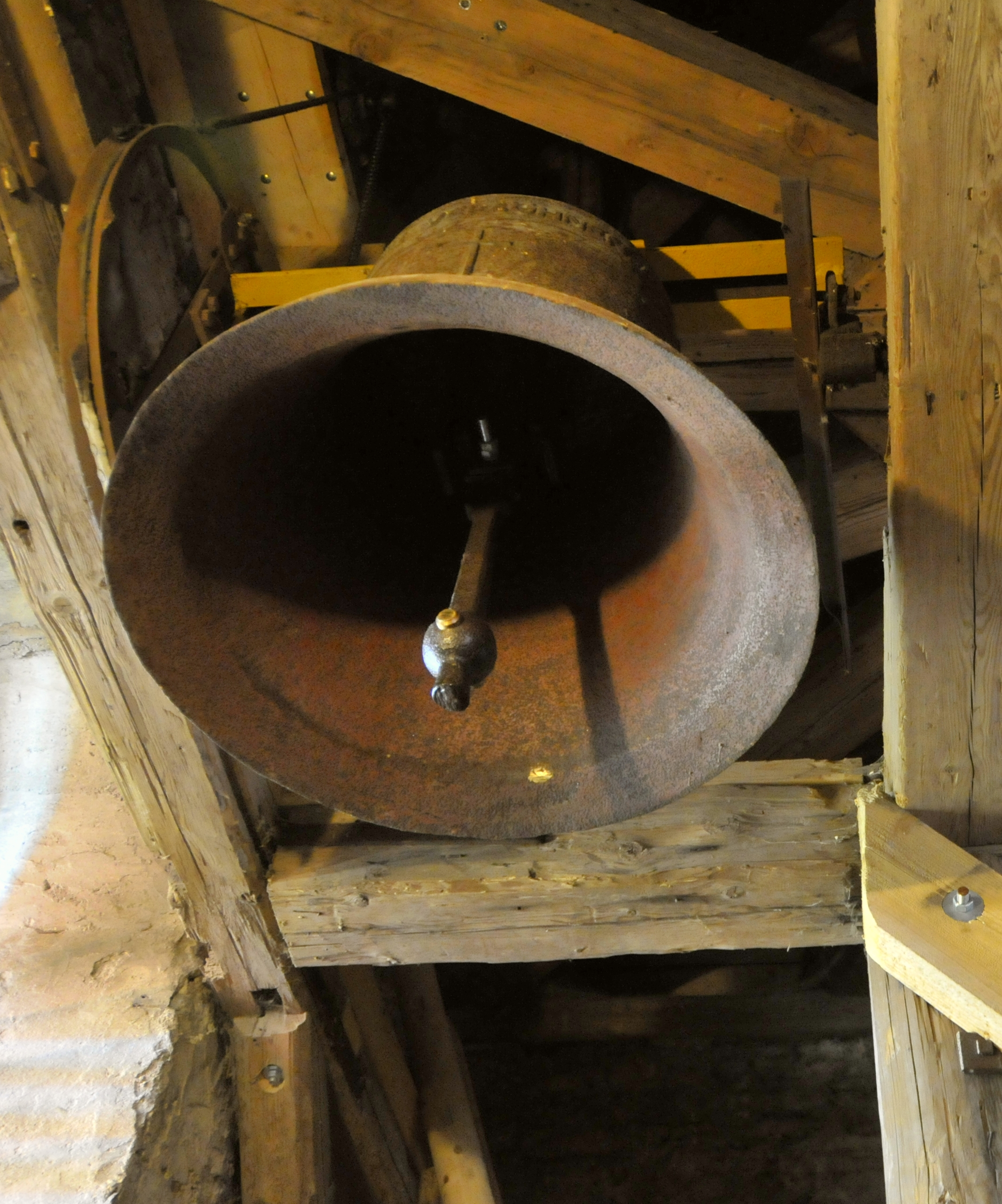
Kleine Glocke
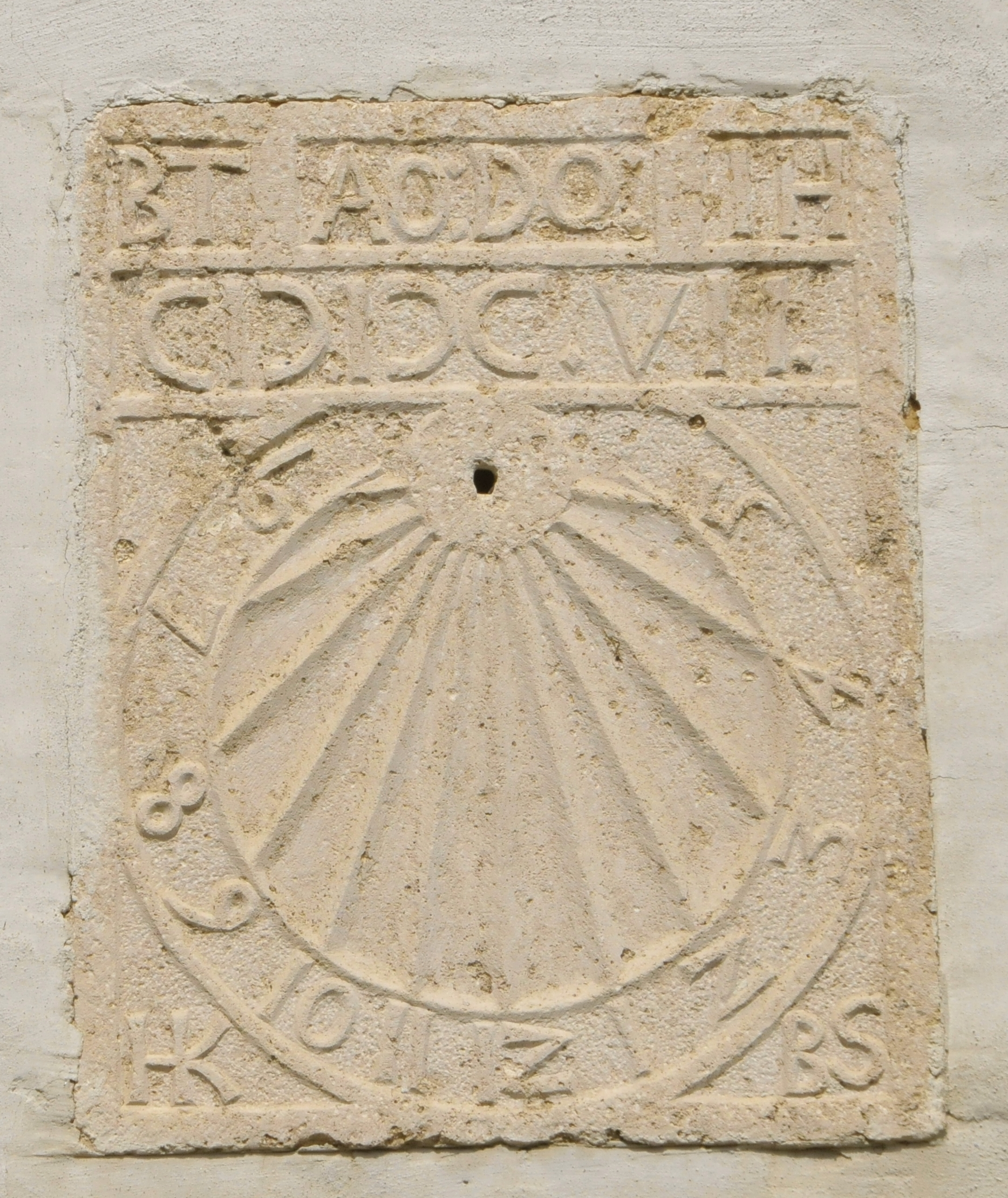
Sonnenuhr mit Jahreszahl